# DTX2
La proteína deltex-2 también conocida como E3 ubiquitina-proteína ligasa DTX2 es una enzima que en humanos está codificada por el gen DTX2 .
DTX2 funciona como una ligasa de ubiquitina E3 junto con la enzima E2 UBCH5A.